# Simon & Jan

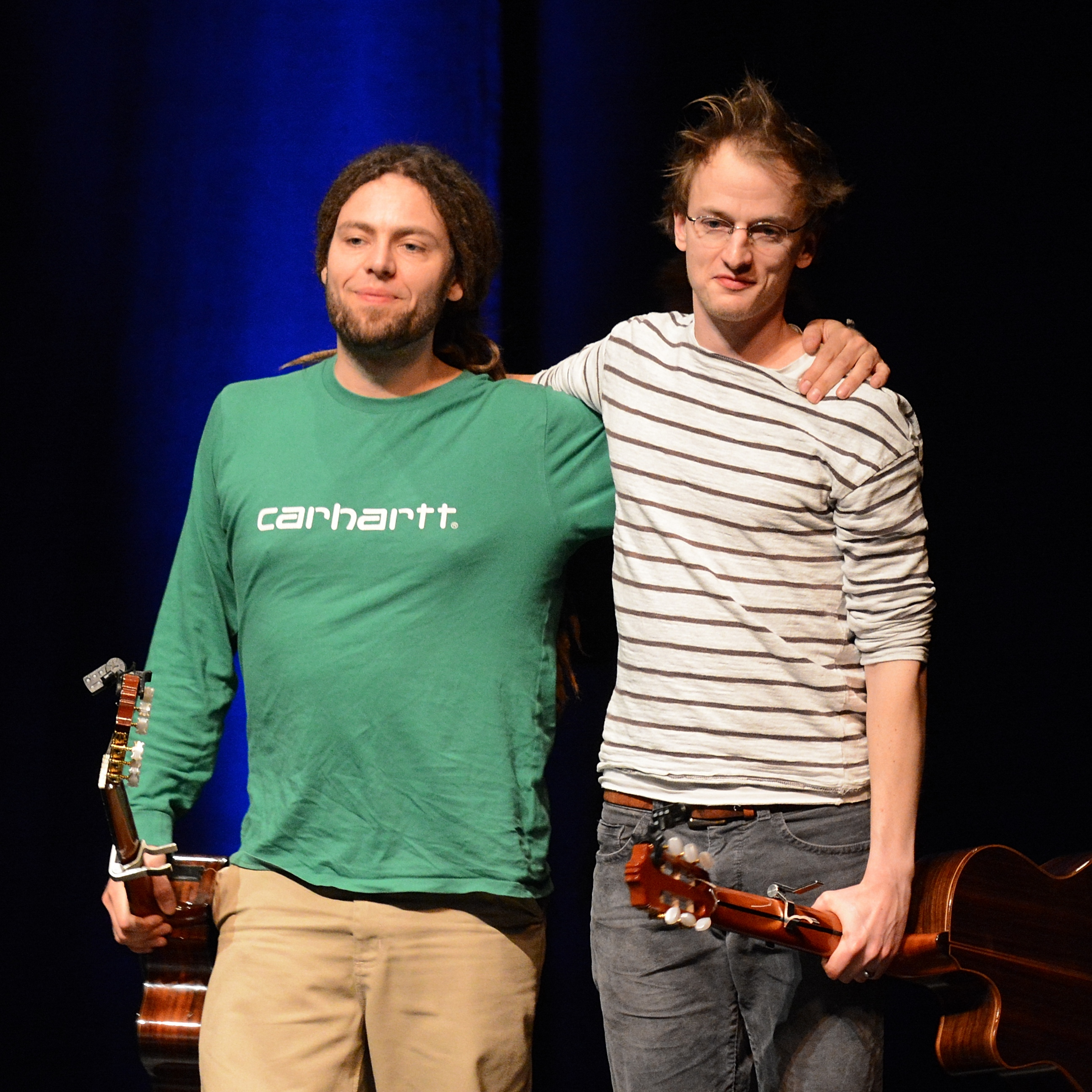
Simon & Jan (2014)

Simon & Jan ist ein 2006 gegründetes Liedermacher-Duo, bestehend aus Simon Eickhoff (* 1980) und Jan Traphan (* 1981).

## Werdegang
Eickhoff  und Traphan lernten sich 2001 zu Beginn ihres Musik-Lehramtsstudiums in Oldenburg kennen. Sie kombinieren sanfte, melodiöse Kompositionen gespielt auf zwei Akustik-Gitarren mit oft ironischen aber auch mit politischen und sozialkritischen Texten.
Größere Bekanntheit erlangten Simon & Jan als Support für Götz Widmann und Monsters of Liedermaching. 2013 veröffentlichten sie ihr erstes abendfüllendes Programm Der letzte Schrei als CD. Auftritte hatten sie beispielsweise in Nightwash, im Quatsch Comedy Live Club und in der Anstalt. Ende 2013 starteten sie ihr zweites Programm Ach Mensch. Die Premiere ihres dritten Programmes  Halleluja! fand am 23. Oktober 2016 in der Comedia in Köln statt.
2018 veröffentlichten sie ein Album mit dem Streichquartett „Vielharmoniker“, mit dem sie auch bei der Jubiläumssendung von Pufpaffs Happy Hour auftraten.

## Auszeichnungen
- 2010: Jugend kulturell: Förderpreis Kabarett & Co[4]
- 2012: Obernburger Mühlstein: Jury- und Publikumspreis
- 2013: St. Ingberter Pfanne: 1. Jurypreis
- 2013: Reinheimer Satirelöwe: Publikumspreis[5]
- 2013: Krefelder Krähe: 2. Jurypreis
- 2013: Troubadour: Publikums- und 2. Jurypreis
- 2014: Prix Pantheon: Jurypreis[6]
- 2014: Nachwuchspreis der Hanns-Seidel-Stiftung, Präsentation bei Songs an einem Sommerabend[7]
- 2016: Deutscher Kleinkunstpreis: Förderpreis der Stadt Mainz
- 2016: Bayerischer Kabarettpreis: Musikpreis
- 2018: Mindener Stichling: Kategorie Gruppe
- 2019: Salzburger Stier[8][9]
- 2019: Thüringer Kleinkunstpreis: Kulturpreis der Stadt Meiningen[10]

## Diskographie
- 2009: Simon & Jan
- 2013: Der letzte Schrei - live
- 2015: Ach Mensch!
- 2018: Halleluja! Live
- 2018: Simon & Jan mit Vielharmonie: Weil ich kann